# Бизансе
Бизансе (фр. Buzançais) насеље је и општина у централној Француској у региону Центар (регион), у департману Ендр која припада префектури Шаторо.
По подацима из 2011. године у општини је живело 4.495 становника, а густина насељености је износила 76,65 становника/km². Општина се простире на површини од 58,64 km². Налази се на средњој надморској висини од 112 метара (максималној 155 m, а минималној 102 m).

## Демографија
| 1962. | 1968. | 1975. | 1982. | 1990. | 1999. | 2011. |
| ----- | ----- | ----- | ----- | ----- | ----- | ----- |
| 4.835 | 5.140 | 5.214 | 4.972 | 4.749 | 4.581 | 4.495 |

График промене броја становника у току последњих година